# Рейдар Андерсен
Рейдар Андерсен (20 квітня 1911 — 15 грудня 1991) — норвезький стрибун з трампліна, який змагався в 1930-х роках.

## Кар'єра
Він здобув бронзу зі стрибків на лижах на зимових Олімпійських іграх 1936 року в Гарміш-Партенкірхені. Крім того, він виграв срібні медалі зі стрибків на лижах на Чемпіонаті світу з лижного спорту FIS Nordic World 1930, 1935 і 1937 років.
14 і 15 березня 1935 року він встановив три світові рекорди (93, 98 і 99 метрів) на пагорбі Блудкова великанка в Планіці, Королівство Югославія.
Андерсен перемагав у чоловічих змаганнях зі стрибків на лижах з трампліна в Холменколлені в 1936, 1937 та 1938 роках, став єдиною людиною, яка вигравала цю подію три роки поспіль.
У 1938 році Андерсен розділив медаль Холменколлена з норвежцем Йоханом Р. Генріксеном.

## Світові рекорди зі стрибків на лижах
| Дата                 | Хілл                    | Розташування                   | Метри | Фути |
| -------------------- | ----------------------- | ------------------------------ | ----- | ---- |
| 14 березня 1935 року | Блудкова великанка К106 | Планиця, Королівство Югославія | 93    | 305  |
| 15 березня 1935 року | Блудкова великанка К106 | Планиця, Королівство Югославія | 98    | 322  |
| 15 березня 1935 року | Блудкова великанка К106 | Планиця, Королівство Югославія | 99    | 325  |